# Bokermannohyla lucianae
Espèce
Synonymes
- Hyla lucianae Napoli & Pimenta, 2003

Statut de conservation UICN

 DD  : Données insuffisantes
Bokermannohyla lucianae est une espèce d'amphibiens de la famille des Hylidae.

## Répartition
Cette espèce est endémique de l'État de Bahia au Brésil. Elle se rencontre jusqu'à 100 m d'altitude dans les municipalités d'Una et de Camacan.

## Étymologie
Cette espèce est nommée en l'honneur de Luciana Barreto Nascimento.

## Publication originale
- Napoli & Pimenta, 2003 :  Nova espécie do grupo de Hyla circumdata (Cope, 1870) do sul da Bahia, Brasil (Amphibia, Anura, Hylidae). Arquivos do Museu Nacional, Rio de Janeiro, vol. 61, no 3, p. 189-194.